# Eranina dispar
Eranina dispar là một loài bọ cánh cứng trong họ Cerambycidae.